# Helenoscoparia
Helenoscoparia és un gènere d'arnes de la família Crambidae.

## Taxonomia
- Helenoscoparia helenensis (E. Wollaston, 1879)
- Helenoscoparia lucidalis (Walker in Melliss, 1875)
- Helenoscoparia nigritalis (Walker in Melliss, 1875)
- Helenoscoparia scintillulalis (E. Wollaston, 1879)
- Helenoscoparia transversalis (E. Wollaston, 1879)